# タチレク
タチレク（ビルマ語: တာချီလိတ်(မြို့)、ALA-LC翻字法: Tākhyīlitʻ (mrui')、IPA: /tàt͡ɕʰìleʲʔ (mjo̰)/ ターチーレイッ（・ミョウ）; Tachileik）は、ミャンマーのシャン州タチレク管区にある都市。タイのチエンラーイ県メーサーイ郡と国境を接している。国境線にはサーイ川が流れている。
タイ側から観光客や買い物客が多く押し寄せており、通貨もバーツが通用する。国境から数キロの範囲は、ビザ無しで数日間滞在できるため、外国人観光客にも人気がある。
観光スポットとしては、比較的大きいパゴダが2，3あるほか、首長族などが土産物屋を営む、民族村のような施設がある。
タイ、ラオス、ミャンマーの3ヶ国の国境が交わる黄金の三角地帯からも近い。

## 歴史
タチレクは、黄金の三角地帯からのアヘン貿易に使われる国境検問所であった。また麻薬王クン・サの根拠地だった。
2011年3月24日、タチレク近郊がマグニチュード6.8のミャンマー地震に襲われ、遠く離れたタイのチェンライまで被害が出た。